# Угловский, Анатолий Ефимович
Анатолий Ефимович Угловский (1923—1943) — участник Великой Отечественной войны, Герой Советского Союза (1944).

## Биография
Родился 24 июля 1923 в деревне Лужевица ныне Великоустюгского района Вологодской области.
Окончив семилетку, Анатолий поступил учиться в Великоустюгскую школу ФЗУ, которая вскоре была преобразована в ремесленное училище № 4. Член ВЛКСМ.
В апреле 1942 года был направлен на работу в Калининскую область. Здесь его призвали в ряды Красной Армии. Воевал на Калининском и 1-м Прибалтийском фронтах.
Бронебойщик красноармеец 306-й стрелковой дивизии А. Е. Угловский особо отличился при освобождении бывшего Суражского района Витебской области БССР. 
В ночь на 20 декабря 1943 года взвод противотанковых ружей под командованием гвардии сержанта П. Гогинова (в составе которого находился А. Е. Угловский) отбивал танковую контратаку у деревни Холудное (правильней — «Хлудные») на территории Витебского района.
В ходе боя Угловский спас жизнь бронебойщика рядового Юлдуза Булатова - когда один из немецких танков почти накрыл находившегося в окопе солдата, Угловский произвёл из ПТР точный выстрел, пробивший борт танка, что привело к детонации боекомплекта и уничтожению бронемашины. Вслед за этим Угловский был ранен, но огнём из противотанкового ружья сумел поджечь ещё два танка. После того, как все патроны к ПТР были израсходованы, он поднялся из окопа и бросился навстречу приближавшемуся немецкому танку с противотанковыми гранатами. Первая брошенная им граната взорвалась под днищем машины, вторая - под гусеницей, в результате танк был остановлен. В это же время Угловский был убит очередью из немецкого пулемёта.
Вдохновлённые этим подвигом, однополчане вывели из строя ещё несколько танков, отбив атаку врага.
Анатолий Угловский был похоронен в деревне Вымно Витебского района в братской могиле советских воинов. Последний немецкий танк, уничтоженный Угловским, был установлен возле могилы в качестве памятника.

## Награды
- Герой Советского Союза (4.6.1944);
- орден Ленина.

## Память
- Герой навечно зачислен в списки роты, в которой служил[1].
- Один из танков Т-34 соединения, в котором служил А. Е. Угловский, получил название "Бронебойщик Анатолий Угловский" (этот танк дошёл до Берлина, участвовал в войне против Японии и оставался на вооружении некоторое время после войны)[1].
- Имя А. Е. Угловского присвоено совхозу в Витебском районе, а также пионерской дружине Витебской средней школы № 14, где ему посвящён стенд.
- Именем героя названы улицы в городских посёлках Лиозно, Сураж, Яновичи и в деревне Вымно Витебского района.
- В Великом Устюге имеется мемориальная доска[2], а также улица.
- В 1966 году была выпущена почтовая марка СССР, посвящённая Угловскому.
- В 1975 году на Великоустюгском ордена «Знак Почёта» ССРЗ построено скороходное пассажирское судно типа катамаран из лёгких алюминиево-магниевых сплавов — теплоход «Анатолий Угловский».
- в 1978 году в 6 км северо-западнее деревни Вымно у шоссе Витебск—Сураж ему поставлен памятник.